# Виробництво морозива в Україні
Виробництво морозива в Україні — складова частина харчової промисловості України, зокрема молочарства. Підприємства України повністю забезпечують потреби населення у морозиві. За оцінками випуск морозива в Україні перевищує 150 тис. т на рік. Продукція експортується у багато країн, обсяги постійно збільшуються. Імпорт морозива в Україну дуже незначний.
Виробництво морозива має декілька особливостей. Споживання морозива населенням носить сезонний характер. Найвище споживання припадає на літо, а найнижче на зиму. Морозиво не відноситься до продуктів першої необхідності, тому на його виробництво в Україні має вплив купівельна спроможність населення, яка залежить від економічної обстановки. За рік середньостатичний українець споживає дещо більше 2 кг морозиво. Це невисокий показник. У Європі споживання складає 8-10 кг на людину, а в США — більше 20 кг.

## Історія виробництва
До 1939 року в Україні спеціалізованих підприємств з виробництва молока не було. Морозиво невеликими партія випускалося на деяких молококомбінатах.
У 1937 році СРСР, за ініціативою міністра харчової промисловості Анастаса Мікояна, придбав у США технологію виробництва морозива. Після чого розпочалося будівництво підприємств з виробництва морозива. У 1939 році розпочався випуск морозива у Харкові, а наступного — у Києві.
У 1941 році в СРСР був розроблений державний стандарт морозива, який найжорстокішим у світі щодо якості. Морозиво було чотирьох сортів, фруктово-ягідне та три на основі молочних продуктів, які відрізнялися вмістом жирів — молочне (3,5 %), вершкове (понад 10 %), пломбір (15 %), вміст цукру складав 15 %. Відповідно до цього стандарту всі підприємства СРСР випускали морозиво за однаковою технологією. Нормативи 1965 року передбачали, що на кожну людину в СРСР має випускатися 5 кг морозиво на рік. На основі цього планувався випуск морозива.
У 1966 році державний стандарт замінили на «Технічні умови», які розробляли союзні республіки. Це значно розширило асортимент морозива для підприємств. Так у Києві розпочався випуск морозиво на паличці у шоколадній глазурі «Київське» з вершковим морозивом всередині, «Каштан» — з пломбіром. У картонних коробках випускалося півкілограмове морозиво «Сімейне».
Морозиво продавалося на вулиці та фірмових магазинах підприємств, де крім стандартних видів морозива були торти з пломбіру, тістечка-пломбіри, ескімо в шоколаді, вершково-ванільне морозиво, шоколадне, крем-брюле, молочне, фруктове й ароматичне — як на вагу, так і фасоване по 50 або 100 г. Згодом відкрилися спеціалізовані кафе.
Основна маса морозива продавалася на вулицях у спеціальних візках з холодильною камерою. Ціни на морозиво майже не змінювалися до початку 1990-х. Найбільшою популярністю користувалося вершкове морозиво та пломбір. Вершкове коштувало 13 коп. і випускалося у вафельних стаканчиках, на дерев'яних паличках або між двома вафлями. З наповнювачем таке морозиво коштувало 15 коп. Пломбір випускався у вафельних стаканчиках і коштував спочатку 19 коп., але через проблемою здачі в 1 коп., його вартість підняли до 20 коп. Ескімо з вершковим наповнювачем коштувало 22 коп., а з пломбіром — 28 коп. Воно відносилося сортів, які могли дозволити не всі. Молочне морозиво у паперовому стаканчику з дерев'яною паличкою коштувало 11 коп., але воно було не популярне і його випуск згодом припинився. Фруктово-ягідне морозиво продавалося у паперових стаканчиках з дерев'яною паличкою, коштувало 7 коп., користувалося малим попитом і часто продавалося останнім.

## Стандарти морозива в Україні
У 2007 році були прийняті державні стандарти щодо морозива:
- ДСТУ 4733:2007 — морозиво вироблено виключно з молочної сировини;
- ДСТУ 4734:2007 — заморожений сік, щербет чи плодово-ягідне морозиво;
- ДСТУ 4735:2007 — у склад морозива крім молочної сировини входить рослинна олія, не заборонена державними стандартами.[5]

Крім того підприємства можуть встановлювати свої технічні умови, у яких вони вирішують з яких компонентів виготовляти морозиво.
Морозиво на молочній основі, в залежності від відсотку жиру, поділяється на:
- молочне — з масовою часткою молочного жиру від 0,5 % до 7,5 % включно;
- вершкове — з масовою часткою молочного жиру від 8 % до 11,5 % включно;
- пломбір — найжирніше, з масовою часткою молочного жиру від 12 % до 20 % включно.[7]

## Виробники морозива
Кількість виробників морозива в Україні має тенденцію до зменшення, відбувається концентрація його виробництва. Якщо у 1990-х роках морозиво випускалося на більш ніж на 150 підприємствах, до 2014 року їх стало менше 60, а в 2017 — менше 30.. У результаті цього 90 % морозива виробляє не більше 10 компаній.
Про концентрацію виробництва свідчить, що оцінками у 2014 році майже 60 % виробництва морозива в Україні припадало на 5 компаній. У 2017 році більше половини виробництва забезпечували дві компанії — «Рудь» (26,7 %) та «Ласунка» (23,8 %). Значну частку у виробництві морозива мають «Львівський холодокомбінат» (ТМ Лімо), «Фірма Ласка» (ТМ Ласка) і ФМ «Хладопром» (ТМ Хладик).

### Крафтове морозиво в Україні
Останнім часом в Україні збільшується виробництво морозива крафтовими компаніями. У такому виробництві використовуються тільки натуральні інгредієнти. Від морозива, що випускається великими компаніями, воно відрізняється нижчим вмістом цукру, вода не використовується. Таке морозиво досить щільне і повільно тане. Термін його зберігання невеликий. Все це обумовлює вищу ціну, порівняно з морозивом масового виробництва.

## Якість морозива в Україні
Після розпаду СРСР жорсткі вимоги до якості, які були в СРСР, хоч і дещо послаблені в 1980-х роках, перестали діяти. Відсутність контролю сприяла тому, що виробники почали додавати рослинні жири до морозива. Це стосувалося насамперед невеликих підприємств. Введення у 2007 році державних стандартів щодо морозива дозволило навести в цьому лад, хоча й не зразу ж. Так у 2009 році перевірки показали, що не всі виробники дотримуються вимог. Було виявлено, що маркування не відповідає вмісту, у пломбірі були виявленні рослині жири, яких не мало бути.
З часом, зокрема із зникнення невеликих виробників, які найбільше порушували стандарти, виробники морозива стали випускати продукцію, що відповідала стандартам. Це показали перевірки в 2011, 2018 та 2019роках.

## Експорт та імпорт морозива в Україні
Частка імпортного морозива в Україні дуже низька і не перевищує 1 % від загального споживання. Експорт морозива значно перевищує імпорт і має тенденцію до збільшення. У 2012 році він складав близько 3 % від загального виробництва. За 5 років цей показник збільшився вдвічі. Основними імпортерами українського морозива є Ізраїль, Грузія, Молдова. Після того як Україна перейшла на вільну торгівлю з країнами ЄС, частка експорту морозива у ці країни зросла. у 2017 році вона становила 8 % від усього експорту і продовжує зростати. Основними експортерами морозива до цих країн є «Рудь», «Лімо» та «Ласунка»